# مشاء متجر
مشَّاء المتجر هو موظف كبير في متجر كبير (عادة متجر التجزئة) يشرف على موظفي المبيعات بالإضافة إلى توجيه الزبائن ومساعدتهم وحل الشكاوى والمرتجعات. كان مشاء المتجر مسؤولاً عن تدريب موظفي المبيعات الجدد حتى أوائل القرن العشرين، عندما أصبح التدريب الرسمي رائجًا.